# برعي بشير
برعي أحمد البشير (و. 1932 – و. 6 أبريل 2012) هو لاعب كرة قدم سوداني راحل، لعب في السودان مع أندية الحرية والمريخ والهلال. أحرز أول أهداف منتخب السودان في بطولات كأس الأمم الأفريقية عام 1957 في السودان.